# 藤守郁乃
藤守 郁乃（ふじもり いくの、旧・東浦希美）は日本の漫画家、イラストレーター。女性。

## 来歴
2000年にヒット出版社の成人向け漫画雑誌『D-ANGE』でデビュー。同期デビューには、くさなぎゆうぎ、小倉夕奈などがいる。ジェーシー出版の月刊誌「コミック曼天」の表紙を担当していた。成人向け雑誌・TL雑誌などで執筆。2010年の段階で個人ブログはデッドリンクとなっている。
同人活動では「シタゴコロ」という名称の同人サークルを主宰。現在の活動は不明。

## 単行本
- 子宮快感〜ボルチオ・オーガズム（ジェーシー出版〈ジェーシーCOMICS〉 2006年10月20日発売 ISBN 978-4901858588）